# Doryeom-dong
Doryeom-dong là một dong, phường của Jongno-gu ở Seoul, Hàn Quốc. Nó là một dong pháp lý (법정동 法定洞) quản lý bởi dong hành chính (행정동 行政洞), Sajik-dong. Tên đó có nguồn gốc từ một văn phòng chính phủ có tên Doryeomseo (도렴서 都染署) trong vùng suốt thời kỳ đầu của triều đại Joseon.

## Chính phủ và cơ sở hạ tầng
Bộ Ngoại giao trước đây có trụ sở chính tại Doryeom-dong.

## Liên kết
- Trang chính thức Jongno-gu bằng tiếng Anh
- (tiếng Hàn) Trang chính thức Jongno-gu
- (tiếng Hàn) Biểu tượng của Jongno-gu bởi dong hành chính Lưu trữ ngày 23 tháng 2 năm 2004 tại archive.today
- (tiếng Hàn) Văn phòng dân cư Sajik-dong Lưu trữ ngày 11 tháng 3 năm 2004 tại archive.today
- (tiếng Hàn) Nguồn gốc tên của Doryeom-dong[liên kết hỏng]

Bản mẫu:Tọa độ missing